# القراءة العامة
تعد القراءة العامة أو القراءة الحرة أو القراءة للمتعة من وسائل تعلم اللغة بشكل عام وتعلم اللغة الاجنبية من خلال القراءة بكميات كبيرة. 
إضافة إلى دور القراءة في تسهيل اكتساب المفردات، فانها تزيد من الدافعية للتعلم من خلال فوائدها الفعالة والايجابية. 
و من المؤكد ان القراءة العامة هي عامل مهم في التعليم. 
بعض مؤيدين القراءة العامة مثل ستيفن كراشن (1989) يؤكدوا على ان القراءة فقط تزيد تعرض المتعلم لكلمات غير معروفة لديه مما يمنحه الفرصة الاستدلال على المعنى. وتعرض المتعلم لكلمات غير معلومة في سياق محدد يتيح له فرصة استنتاج المعنى وبالتالي تعلم الكلمة الجديدة ومعناها ضمنيا. وفي حين ان الية القراءة العامة مقبولة ومتوافق عليها لا تزال اهميتها في تعلم اللغة موضع جدل. 
(Cobb 2007) 

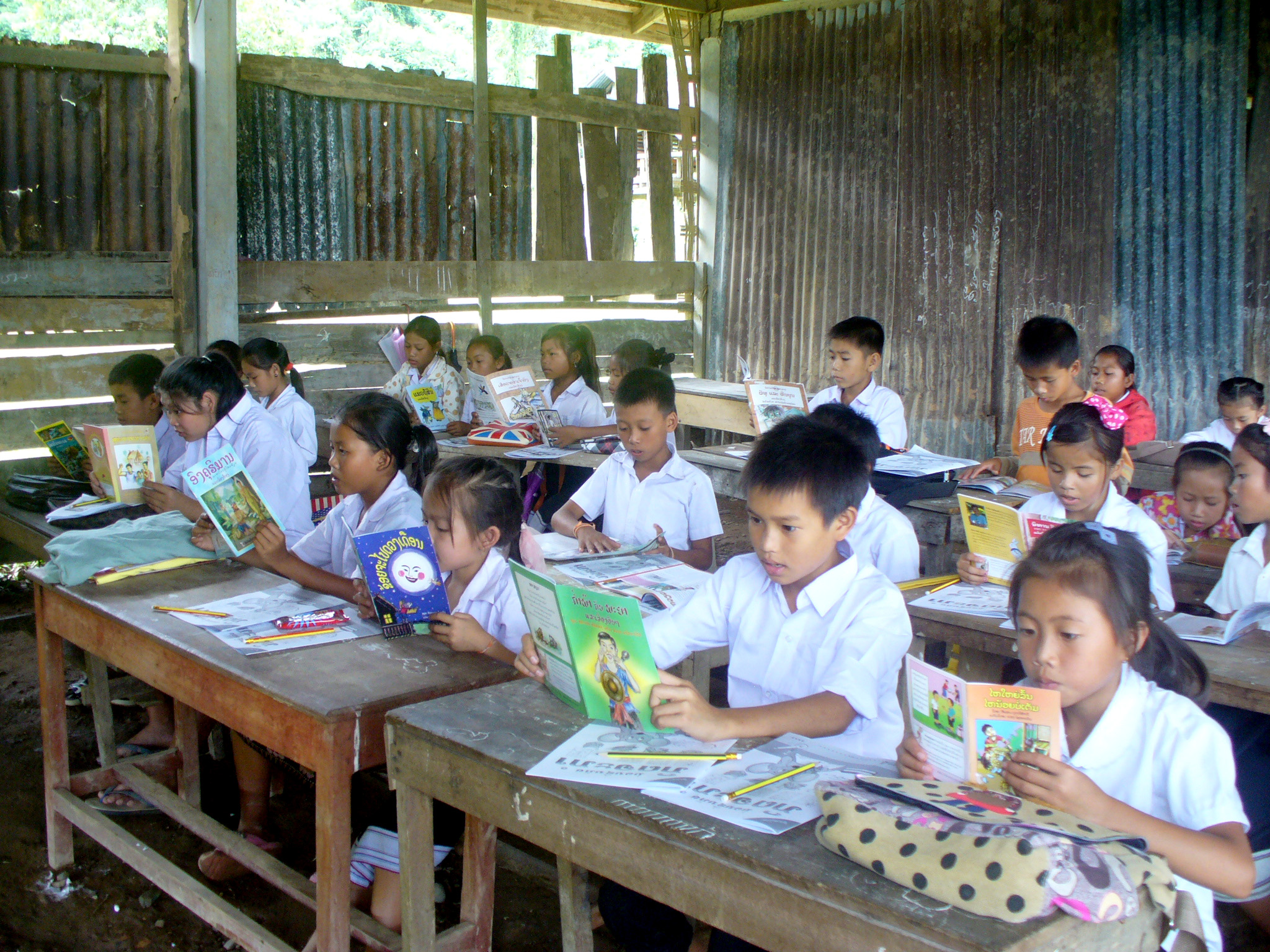
يتحدث ما يقارب نصف الاطفال في ريف لاوس لغة عرقية أقلية في منازلهم و يعانون من صعوبة في المدرسة لانها تعتمد لغة لاو فقط. بدأت هذه المدرسة و هي مدرسة ابتدائية بتفعيل حصة يومية للقراءة في ايلول 2013 حيث يختار الطالب كتابا و يقرأه للاستمتاع به لا أكثر. Big Brother Mouse, و هو مشروع محو الامية الذي تبنى هذا البرنامج بدأ باجراء درسة عام 2013 لقياس التحسن في القراءة و حصيلة المفردات لدى الطلاب في المدارس التي طبقت هذا البرنامج.

في تعلم اللغة هنالك فرق بين القراءة التحليلية والقراءة العامة. حيث تعتبر القراءة التحليلية قراءة بطيئة ودقيقة لجزء صغير من نص صعب- وهي تحديدا عندما يركز الشخص على المنحى اللغوي بدلا من النص. 
القراءة التحليلية والقراءة العامة نظريتان لتعليم وتعلم اللغة ويمكن استخدامهما بشكل متزامن، وعلى الرغم من ذلك تعتبر القراءة التحليلية الأكثر شيوعا وتكاد تكون الطريقة الوحيدة المتبعة. 
بدأت الدعوة لاستخدام القراءة العامة وتوظيفها في تعلم اللغة منذ القرن التاسع عشر تقريبا. حيث انه لدى تعلماللغة الأولى، توجد علاقة قوية بين القراءة وحصيلة المفردات التي يكتسبها الشخص إضافة إلى المهارات الاكاديمية الاخدرى 

## المفاهيم
تشير القراءة الاختيارية الحرة إلى استخدام القراءة العامة لتعلم اللغة. حيث يقوم الطلاب باختيار الكتاب الذي يجبونه ويسمح لهم بقرائته على رسلهم. والهدف من برنامج القراءة الاختيارية الحرة هو مساعدة الطلاب على الاستمتاع بالقراءة، ولذلك فان عملية التقييم في هذا النوع من القراءة ضئلية جدا وتكاد تكون معدومة.